# Moulins du Guadalquivir à Cordoue
Pour les articles homonymes, voir moulin (homonymie).

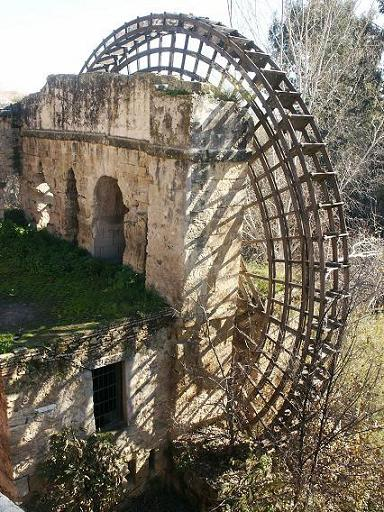
Le moulin de la Albolafia en 2007.

Les moulins du Guadalquivir sont onze moulins à eau situés sur le cours du fleuve Guadalquivir dans ou tout près de la ville de Cordoue, dans la communauté autonome d'Andalousie, en Espagne. La junte d'Andalousie les a déclarés Patrimoine historique andalou le 30 juin 2009. Les plus anciens de ces moulins remontent à la période romaine, mais la plupart sont médiévaux, datant d'entre le XIIIe siècle et le XVe siècle. Ils présentent différents stades de détérioration. Certains ont été restaurés et réemployés à des fins culturelles et touristiques. Les noms des onze moulins sont Albolafia, Alegría, Carbonell, Casillas, Enmedio, Lope García, Martos, Pápalo, San Antonio, San Lorenzo et San Rafael.

## Azud de Culeb

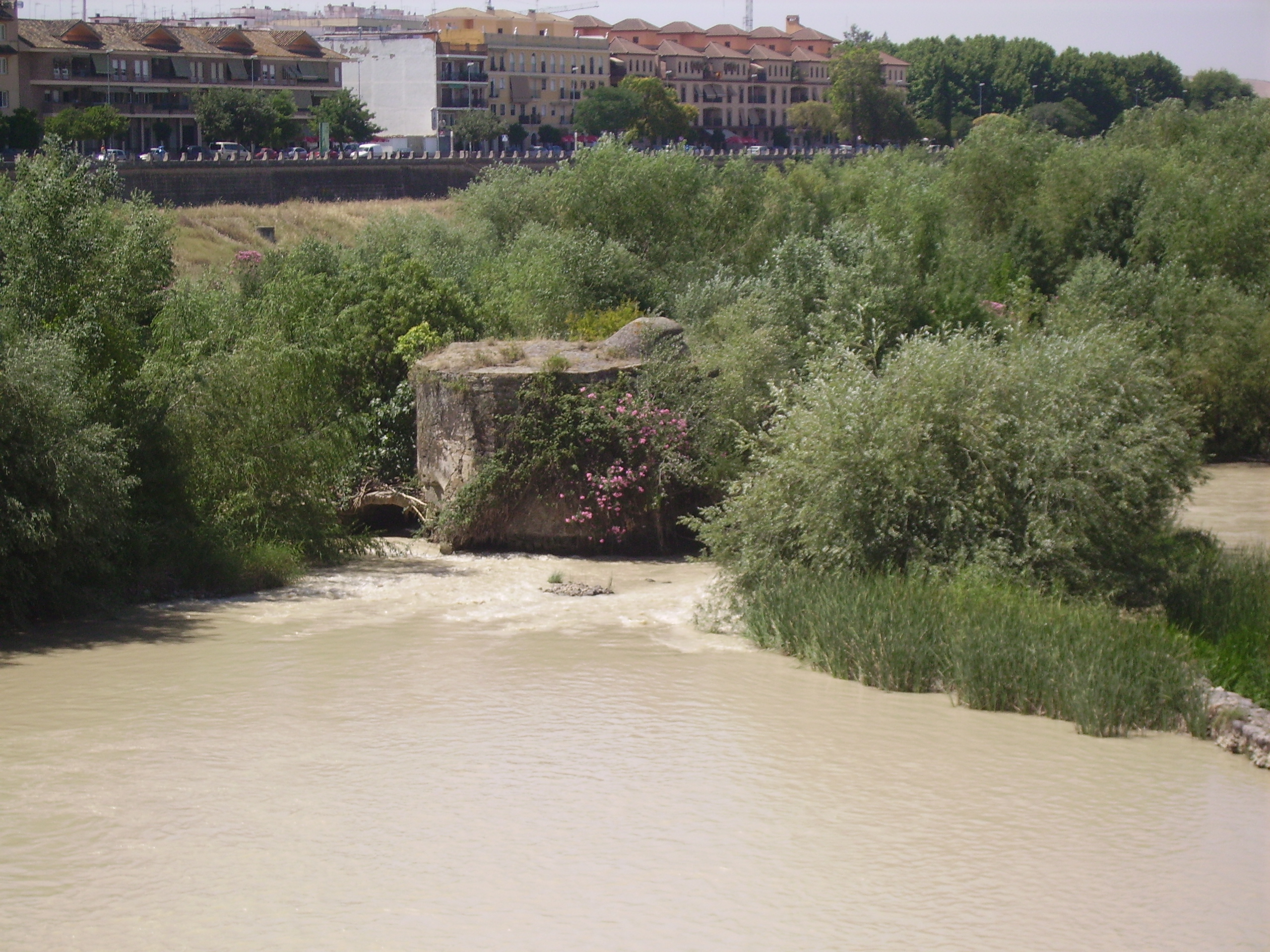
Le moulin d'Enmedio en 2008.

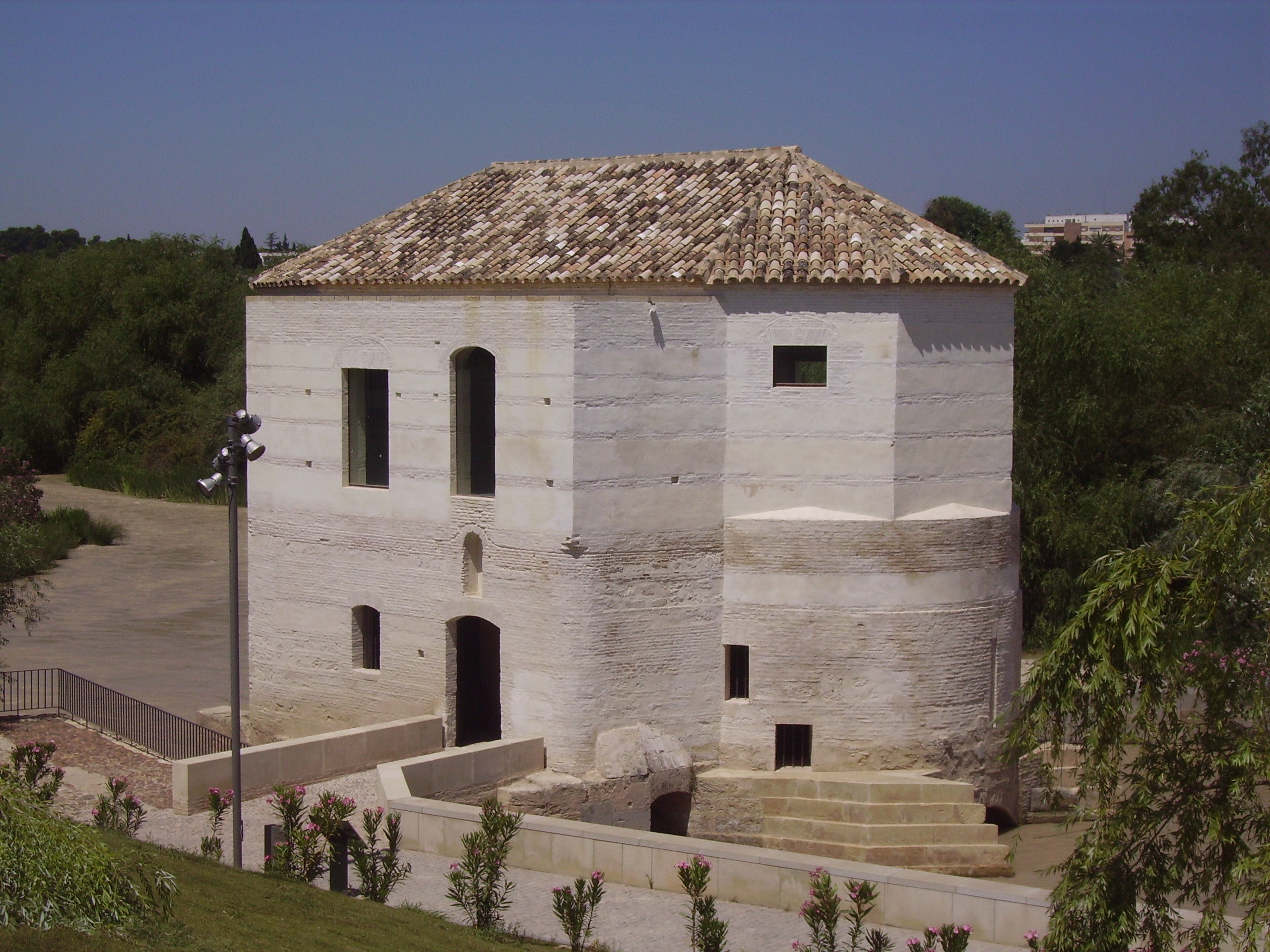
Le moulin de San Antonio en 2008.

### Moulin de la Albolafia
Le moulin de la Albolafia se trouve sur la rive droite du Guadalquivir, près du pont romain. Ses origines remontent à l'époque romaine. Il avait pour fonction de produire de la farine. Sa roue verticale caractéristique est parfois représentée parmi les symboles de la ville de Cordoue.

### Moulin de Pápalo
Le moulin de Pápalo est un moulin hydraulique situé sur le Guadalquivir, en aval du pont romain. Au début du XXIe siècle, le moulin est presque entièrement dissimulé par l'abondante végétation des Sotos de la Albolafia, constituant ainsi un lieu de nidification idéale pour les nombreux oiseaux qui peuplent l'endroit. Il est aussi appelé de Téllez, moulin de Don Tello ou moulin de Pápalo Tierno.

### Moulin d'Enmedio
Le moulin d'Enmedio est un moulin hydraulique situé en aval du pont romain. Au début du XXIe siècle, ce moulin est lui aussi presque entièrement dissimulé par la végétation des Sotos de la Albolafia. Il est aussi appelé molino de las Monjas (moulin des moines) ou molino de Jesús y María (moulin de Jésus et Marie).

### Moulin de San Antonio
Le moulin de San Antonio est un moulin hydraulique situé sur le Guadalquivir en aval du pont romain, sur la rive gauche. Pendant sa période d'activité, il produisait de la farine pour l'approvisionnement de l'armée. Dans les années 1960, son rez-de-chaussée a été utilisé comme astillero pour construire de petites barques en bois semblables à celles qui étaient utilisées pour traverser le fleuve depuis l'embarcadère du Paseo de la Ribera, près du moulin de Martos. Après de nombreuses années d'abandon, une restauration a commencé en 2007, en même temps que celles du pont romain et de la tour de la Calahorra.

## Azud de Alhadra

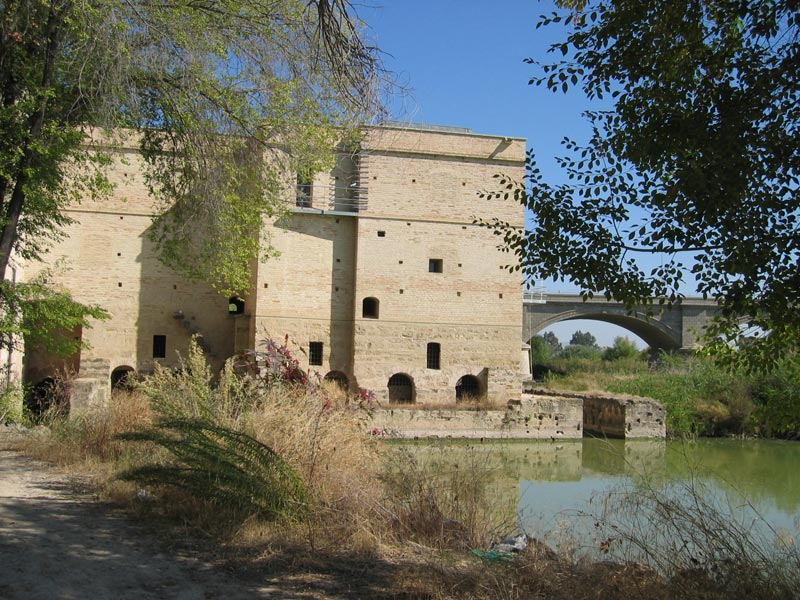
Le moulin de la Alegría en 2008.

### Moulin de la Alegría
Le moulin de la Alegría (moulin de la Joie) est situé sur la rive droite du Guadalquivir, en aval du pont de San Rafael. Il a été intégré au jardin botanique royal de Cordoue et abrite le Musée de paléobotanique. Il est aussi connu sous les noms de moulin de la Cucarrón ou de molino de los Regulares de la Compañía.

### Moulin de San Lorenzo
Ce moulin à eau se trouve sur la rive gauche du Guadalquivir, en aval du pont de San Rafael. Il se trouve à côté du "cordel de Écija". Il est aussi connu sous le nom de molino de Hierro (moulin de fer).
Tout proche du moulin de San Rafael, le moulin de San Lorenzo est le plus proche de l'eau. Son plan au niveau du rez-de-chaussée est carré, couvert par une voûte. Le passage aménagé pour l'eau est couvert par une voûte de pierre. Un pont à arches mène jusqu'au moulin.

### Moulin de San Rafael
Ce petit moulin sert d'annexe au moulin de San Lorenzo, sur la rive droite, en aval du pont de San Rafael. Il est aussi connu sous le nom de moulin des sept pierres.

## Autres moulins

### Moulin de Martos

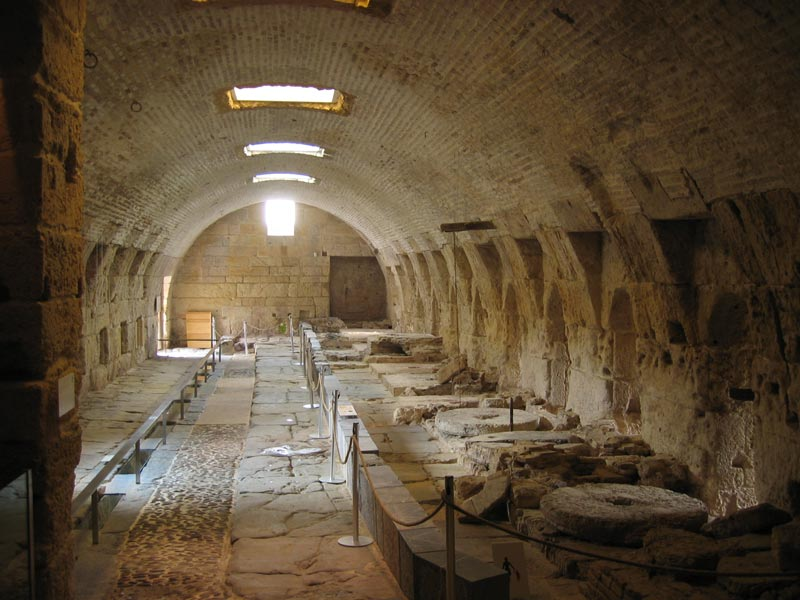
L'intérieur du moulin de Martos en 2008.

Le moulin de Martos se trouve à Cordoue sur le fleuve Guadalquivir. Du XIIIe siècle au XVIe siècle, il est employé comme moulin à eau ou noria. De 1237 à 1550, il s'agit d'une aceña médiévale typique, formée de deux maisons différentes. Entre 1550 et 1555, les aceñas sont transformées en un nouvel édifice, le système hydraulique étant remplacé par un système dit "de regolfo". En 1559, le moulin est reconverti en foulon. En 2003, des travaux sont lancés et le moulin est transformé pour accueillir un musée, le Musée de l'eau.

### Moulin de Lope García
Le moulin de Lope García est également connu sous le nom de moulin de Amadeo. Il se trouve dans un méandre du fleuve Guadalquivir, sur la rive droite, et c'est le plus éloigné de la ville. Il est formé de deux corps de bâtiments séparés par des déversoirs. Le moulin semble dater du XVIe siècle et présente des vestiges de maçonnerie médiévale. Au XIXe siècle, deux étages supplémentaires ont été ajoutés pour un usage industriel, en respectant en grande partie les salles de meule. En 2016, le moulin est une propriété privée utilisée comme habitation.

### Moulin de Carbonell
Le moulin de Carbonell est également connu sous le nom de moulin de Santa Catalina. Il se trouve sur la rive droite du Guadalquivir, tout près du moulin de Lope García. Sa base ancienne a été transformée en 1907 afin d'accueillir des cylindres et a été recréé en tant qu'ouvrage moderne. Le moulin a appartenu à l'entreprise Carbonell et appartient en 2016 à un particulier. 

### Moulin de Casillas
Le moulin de Casillas se trouve sur la rive droite du Guadalquivir, en aval à quelques kilomètres de Cordoue. Il s'agit sans doute d'un bâtiment médiéval, mais les parties les plus anciennes actuellement conservées ne remontent pas avant 1559, et on sait qu'il a été la propriété de la famille des Góngora et du duc de la Puebla. En 1895, le bâtiment fut transformé par la Compagnie de gaz et d'électricité de Cordoue afin d'être changé en centrale hydroélectrique pour l'alimentation de la ville, ce qui défigura le bâtiment médiéval. Il reste cependant des traces de sa configuration initiale avec les trois salles de meule irrégulières et en enfilade qui contiennent au moins seize pierres de meule. Son azuda, de grande taille, traverse le fleuve.